# シロバナカモメヅル
シロバナカモメヅル（白花鴎蔓、学名：Vincetoxicum sublanceolatum var. macranthum ）はキョウチクトウ科（旧分類ではガガイモ科）カモメヅル属のつる性の多年草。

## 特徴
つる性で、他の草などに巻きついて、高さは2mから3mほどになる。葉は茎に対生し、形は披針形で先が尖り、縁は全縁。花期は7月から9月で、径1から2センチメートルほどの淡黄白色をした星型の花をつける。

## 分布と生育環境
北海道、本州の近畿地方以北の山地の湿原や草原に自生する。

## 近縁種
- イヨカズラ（伊予葛、学名：Vincetoxicum japonicum ）
- クサタチバナ（草橘、学名：Vincetoxicum acuminatum ）
- コバノカモメヅル（小葉の鴎蔓、学名： Vincetoxicum sublanceolatum ）
- スズサイコ（鈴柴胡、学名：Vincetoxicum pycnostelma  ）
- タチガシワ（立柏、学名：Vincetoxicum magnificum ）
- フナバラソウ（舟腹草、学名：Vincetoxicum atratum ）
- ロクオンソウ（鹿苑草、学名：Vincetoxicum amplexicaule ）